# Грб Кокосових Острва
Грб Кокосових Острва је незванични хералдички симбол аустралијске спољашње територије Кокосова Острва. Хералдичко рјешење је представљено јавности још 1986. године, али још никад није добило званичан статус територијалног грба.

## Опис грба
Грб Кокосових острва састоји се од штита подељеног на четири поља: два плава и два сребрна. У првом и четвртом (плавом) пољу приказана је сребрна риба, док у другом и трећем (сребреном) пољу мјесту заузима браон птица. На раскрсници поља приказано је латинично слово „Z”. Изнад штита приказана је десна рука која држи црвену ружу.
Чувари штита су двије палме. На подножју грба је мото острва: „Maju pulu kita” (на малајском: „Наше најважније острво”).